# Peter Matz
Peter Matz (* 6. November 1928 in Pittsburgh, Pennsylvania; † 9. August 2002 in Los Angeles, Kalifornien) war ein US-amerikanischer Komponist, Arrangeur und Orchesterleiter.

## Leben und Werk
Als Komponist arbeitete Peter Matz vor allem für Fernsehfilme, -specials und -serien. Auch mit mehreren angesehenen Künstlern arbeitete er zusammen, etwa mit Liza Minnelli, die unter seiner Leitung 1964 ihre erste Solo-LP Liza! Liza! bei Capitol Records einspielte; außerdem zeichnete er sich für die Musik des Films Stepping Out verantwortlich, in dem sie die Hauptrolle übernahm. Ebenso war Peter Matz auch Komponist des Musicals Funny Lady mit Barbra Streisand und des kontroversen „Porno-Musicals“ Alice in Wonderland mit Kristine DeBell in der Hauptrolle.

## Filmografie als Komponist

### Kino
- 1968: Bye bye Braverman
- 1969: Der Dritte im Hinterhalt (Marlowe)
- 1972: Rivals
- 1975: Funny Lady
- 1976: Alice in Wonderland
- 1976: The Dark Side of Innocence
- 1979: Das große Zittern (The Prize Fighter)
- 1981: Sechs Leichen und kein Mord (The Private Eyes)
- 1985: Geier, Geld und goldene Eier (Lust in the Dust)
- 1988: Das Kuckucksei (Torch Song Trilogy)
- 1990: Detective Kid
- 1991: Stepping Out

### Fernsehen
- 1967: The Kraft Music Hall
- 1971: Singer Presents Burt Bacharach
- 1971: Julie and Carol at Lincoln Center
- 1972: Notruf California
- 1972: Don Rickles: Alive and Kicking
- 1973: I Heard the Owl Call My Name
- 1974: Larry – Bericht eines Irrtums (Larry)
- 1974: Mr. and Mrs. Cop
- 1975: In This House of Brede
- 1976: Der Ruf der Wildnis (The Call of the Wild)
- 1976: Just and Old Sweet Song
- 1976: Die großen Houdinis (The Great Houdinis)
- 1976: CBS Salutes Lucy: The First 25 Years
- 1977: Rosetti and Ryan: The Men Who Love Women
- 1977: Terraces
- 1977: Der Killer muß warten (Telethon)
- 1977: The Last Hurrah
- 1978: That Thing on ABC
- 1978: Special Olympics
- 1978: The Two-Five
- 1978: Murder at the Mardi Gras
- 1978: Happily Ever After
- 1978: One in a Million: The Ron LeFlore Story
- 1978: Operation Petticoat
- 1978: The Grass Is Always Greener Over the Septic Tank
- 1978: Am Anfang weint man
- 1979: I Know Why the Caged Bird Sings
- 1979: The Muppets Go Hollywood
- 1979: Most Deadly Passage
- 1979: Detective School
- 1979: Can You Hear the Laughter? The Story of Freddie Prinze
- 1979: The Tenth Month
- 1979: Love for Rent
- 1979: The Man in the Santa Claus Suit
- 1980: Valentine Magic on Love Island
- 1980: White Mama
- 1980: Fun and Games
- 1980: Good Time Harry
- 1980: Father Damien: The Leper Priest
- 1980: Randys Tod
- 1981: Crazy Times
- 1982: Baryshnikov in Hollywood
- 1982: The Rodney Dangerfield Show: It's Not Easy Bein' Me
- 1982: Vater kratzt die Kurve (Drop-0ut Father)
- 1982: Take Your Best Shot
- 1984: Burnett Discovers Domingo
- 1985: Rodney Dangerfield: Exposed
- 1986: Mrs. Delafield will heiraten (Mrs. Dellafield Wants to Marry)
- 1986: America Votes the #1 Song
- 1986: As Is
- 1987: Die Treue eines Hundes (Stone Fox)
- 1987: Plaza Suite
- 1988: Eine Dame names Laura (Laura Lansing slept here)
- 1988: Cadets
- 1989: Die Entscheidung (When we were young)
- 1991: Das Zehn Millionen Ding (The Ten Million Dollar Getaway)
- 1994: Liebe ist nicht bloß ein Wort (This can‘t be Love)